# Горичане (Медводе)
Горичане (словен. Goričane) — поселення в общині Медводе, Осреднєсловенський регіон, Словенія. 
Висота над рівнем моря: 319,3 м.